# 8 Dywizja Lotnictwa Transportowego
8 Dywizja Lotnictwa Transportowego Specjalnego Przeznaczenia – lotniczy związek taktyczny Sił Zbrojnych Federacji Rosyjskiej.

## Struktura organizacyjna
W 1991
- dowództwo – Czkałowsk
- 70 pułk lotnictwa transportowego
- 353 pułk lotnictwa transportowego
- 354 pułk lotnictwa transportowego

Do 1996 w skład dywizji dołączony został kolejny pułk lotnictwa transportowego.